# Курманбеков, Жумабек
Жумабе́к Курманбе́ков (кирг. Жумабек Курманбеков; 1929 год, село Ой-Терскен — 1991 год, село Ой-Терскен, Ат-Башинский район, Нарынская область) — старший чабан совхоза «Ача-Каинды» Ат-Башинского района, Нарынская область, Киргизская ССР. Герой Социалистического Труда (1966). Депутат Верховного Совета Киргизской ССР.

## Биография
Родился в 1929 году в крестьянской семье в селе Ой-Терскен.
С 1948 по 1971 года трудился чабаном, старшим чабаном в колхозе «Ача-Кайынды» в одноимённом селе Ат-Башинского района. Член КПСС с 1956 года.
На протяжении Семилетки (1959—1965) бригада Жумабека Курманбекова ежегодно получала от каждой овцы в среднем по 4,8 — 5,2 килограмм шерсти. За достигнутые успехи в развитии животноводства, увеличении производства и заготовок мяса, молока, яиц и шерсти и другой продукции удостоен звания Героя Социалистического Труда указом Президиума Верховного Совета СССР от 22 марта 1966 года с вручением ордена Ленина и золотой медали «Серп и Молот».
С 1972 по 1982 года — зоотехник на овцеводческой ферме колхоза «Ача-Каинды» Ат-Башинского района и с 1983 года — бригадир в этом же колхозе.
Неоднократно избирался депутатом Верховного Совета Киргизской ССР (1967—1975).
С апреля 1991 года - персональный пенсионер союзного значения. После выхода на пенсию проживал в родном селе, где скончался в 1991 году.